# Mecistocephalus kabasanus
Mecistocephalus kabasanus är en mångfotingart som först beskrevs av Chamberlin 1920.  Mecistocephalus kabasanus ingår i släktet Mecistocephalus och familjen storhuvudjordkrypare.
Artens utbredningsområde är Fiji. Inga underarter finns listade i Catalogue of Life.